# Winston County (Mississippi)
 For alternative betydninger, se Winston County. (Se også artikler, som begynder med Winston County)
Winston County er et county i den amerikanske delstat Mississippi. 
33°05′N 89°02′V / 33.09°N 89.04°V